# Pável Kamozin
Pável Mijáilovich Kamozin (en ruso: Павел Михайлович Камозин; Bézhitsa, Imperio ruso, 16 de julio de 1917 – Briansk, Unión Soviética, 24 de noviembre de 1983) fue un as de la aviación soviético que combatió en las filas de la Fuerza Aérea Soviética durante la Segunda Guerra Mundial donde consiguió treinta y ocho victorias aéreas (treinta y cuatro en solitario y cuatro compartidas). Durante la guerra recibió dos veces el título de Héroe de la Unión Soviética.
Se convirtió en piloto de la Fuerza Aérea Soviética antes de la Segunda Guerra Mundial e inicialmente volaba en un caza Polikarpov I-16. Después de ser herido en el pie el segundo día de la guerra, lo enviaron a la retaguardia como instructor, pero regresó al frente de combate hacia finales de abril de 1943. El 1 de mayo de 1943 recibió su primer título de Héroe de la Unión Soviética en reconocimiento por haber derribado doce aviones enemigos. El 1 de julio de 1944, cuando recibió su segundo premio de Héroe de la Unión Soviética, había derribado veintinueve aviones enemigos. En enero de 1945, su Bell P-39 Airacobra se estrelló debido a una falla del motor y resultó gravemente herido. Después de la guerra trabajó en la aviación civil en el aeropuerto de Briansk.

## Biografía

### Infancia y juventud
Pável Kamozin nació el 16 de julio de 1917, en el seno de una familia rusa de clase trabajadora, en Bézhitsa en la gobernación de Oriol —en esa época situada en el Imperio ruso, actualmente integrada en la ciudad de Briansk en el óblast de Briansk en Rusia— En 1931 se graduó del sexto grado en la escuela de su ciudad natal y entró en una escuela de oficios. Entre 1934 y 1936 trabajó como mecánico en la fábrica de locomotoras Krasny Profintern en Bézhitsa. En 1934 comenzó a estudiar en el club de vuelo local de la asociación paramilitar OSOAVIAJIM (Unión de Sociedades de Asistencia para la Defensa, la Aviación y la Construcción Química de la URSS), donde se graduó en 1936.
Fue reclutado por el Ejército Rojo en diciembre de 1937 y enviado a estudiar a la Escuela de Aviación Militar de Pilotos de Borisoglebsk, donde se graduó en 1938. Después de graduarse sirvió como piloto en el 2.º Regimiento de Aviación de cazas, en el Distrito Militar Especial de Kiev, donde pilotó cazas I-15bis e I-16. En 1939 participó, junto con su regimiento, en la invasión soviética de Polonia.
Entre abril y agosto de 1940, sirvió como oficial de servicio operativo en el Cuartel General de la 38.º Brigada Aérea. psoteriormente y hasta el inicio de la guerra sirvió en el mismo puesto en la 44.ª División de Aviación de Combate que se encontraba acantonada en la ciudad de Uman en el Distrito Militar Especial de Kiev.

### Segunda Guerra Mundial
Cuando comenzó la invasión alemana de la Unión Soviética, Kamozin era piloto del Polikarpov I-16 en el Distrito Militar Especial de Kiev con el 43.º Regimiento de Aviación de Cazas. El 23 de junio realizó su primera salida de combate, pero resultó herido en el pie. Después fue enviado a recibir capacitación en el manejo del caza LaGG-3 para convertirse en instructor. Regresó al combate un año después, momento en el que se convirtió en líder de vuelo del 246.º Regimiento de Aviación de Cazas de la 236.ª División de Aviación de Cazas, donde combatió en la Batalla del Cáucaso.
En su primera salida, el 19 de julio, sobre Shaumiani, en la zona de Tuapsé, derribó tres Bf 109. En su primer mes de combate, reclamó cuatro victorias sobre aviones enemigos, incluido un Do 217. El 7 de octubre, derribó tres Bf 109 que escoltaban a un grupo de bombardeos Junkers Ju 87. En noviembre de 1942, destruyó dos Bf 109 y un Bf 110 durante un enfrentamiento. En diciembre fue transferido al 269.º Regimiento de Aviación de Cazas donde asumió el puesto de subcomandante de escuadrón. Hasta el 1 de mayo de 1943, cuando fue galardonado con el título de Héroe de la Unión Soviética y la Orden de Lenin, Kamozin había realizado 82 salidas de combate y derribado doce aviones en veintitrés batallas aéreas.
Luego, fue enviado a un regimiento de reserva para entrenarse en el manejo del caza P-39 de fabricación estadounidense. En octubre de 1943, después de completar su entrenamiento fue asignado al 66.º Regimiento de Aviación de Cazas equipado con P-39 de la 329.ª División de Aviación de Cazas en Crimea, donde pronto llegó a ser comandante de escuadrón con el grado de capitán. En su primera acción de combate con el escuadrón, Kamozin derribó un Fw 189 pero su P-39 resultó gravemente dañado por fuego antiaéreo y se vio obligado a aterrizar en una zona situada en tierra de nadie. El 21 de noviembre de 1943 recibió por segunda vez la Orden de la Bandera Roja.

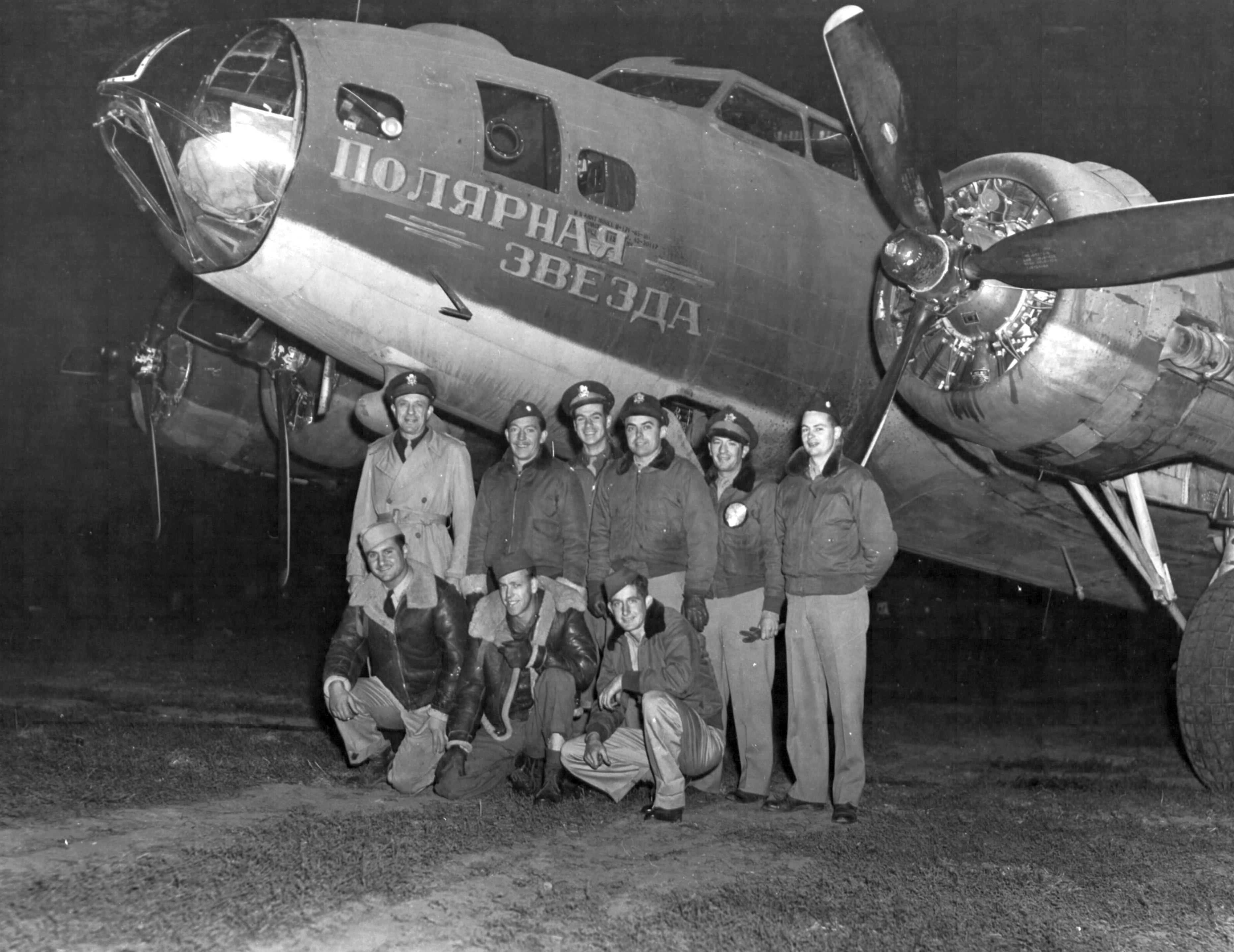
La tripulación de un B-17 asignado a la Operation Frantic, posa con su avión. El dibujo en el morro del avión dice «Estrella Polar» en ruso.

En las batallas por Sebastopol, el escuadrón reclamó 64 aviones abatidos, diecinueve de los cuales fueron derribados por Kamozin. El 31 de diciembre, él y su compañero, Vladímir Ladikin, encontraron un avión de transporte alemán escoltado por seis Bf 109 mientras regresaban de una misión de reconocimiento. Kamozin derribó el transporte que, tras la caída de Crimea, evacuaba a dieciocho altos oficiales alemanes. Después de que las tropas soviéticas recuperaran la estratégica península de Crimea, el 66.º Regimiento fue trasladado a los aeródromos de Mýrhorod y Piriatin, donde, entre mayo y noviembre de 1944, llevó a cabo la defensa aérea de la zona para la campaña de bombardeos aéreos estadounidenses contra Alemania (Operación Frenética).
Para mediados del verano de 1944, Kamozin había realizado 131 salidas de combate, luchado en 56 batallas aéreas en las que obtuvo veintinueve victorias individuales y trece compartidas, por lo que fue galardonado, el 1 de julio de 1944, con el segundo título de Héroe de la Unión Soviética. El 29 de diciembre fue trasladado al 101.º Regimiento de Aviación de Cazas de la Guardia donde, a partir del 13 de enero, realizó incursiones de combate para apoyar a las tropas soviéticas en la Ofensiva de Prusia Oriental. El 20 de enero de 1945 su Bell P-39 Airacobra se estrelló debido a un problema del motor y resultó gravemente herido. Nunca se recuperó completamente de las heridas sufridas en el accidente por lo que pasó el resto de la guerra hospitalizado.
Al final de la guerra había realizado 179 misiones de combate a los mandos de cazas LaGG-3 y P-39 Airacobra, participado en 65 combates aéreos, en los cuales consiguió treinta y cinco victorias aéreas en solitario y trece compartidas. Por su parte el historiador ruso Mijaíl Bykov le atribuye treinta y cuatro victorias aéreas en solitario y cuatro compartidas.

### Posguerra
Después de la guerra permaneció al mando de un escuadrón aéreo del 101.º Regimiento de Aviación de Cazas de la Guardia integrado en el Grupo de Fuerzas Soviéticas Norte (estacionado en la ciudad polaca de Bydgoszcz) luego, en enero de 1946, el regimiento fue trasladado a las ciudades austriacas de Absdorf y Eisenstadt. En 1946, se retiró del servicio activo y regresó a Briansk donde trabajó en la aviación civil. También realizó trabajo social. Kamozin fue nombrado ciudadano honorario de la ciudad en 1966 y murió el 24 de noviembre de 1983. Fue enterrado en un cementerio de la ciudad.

## Condecoraciones

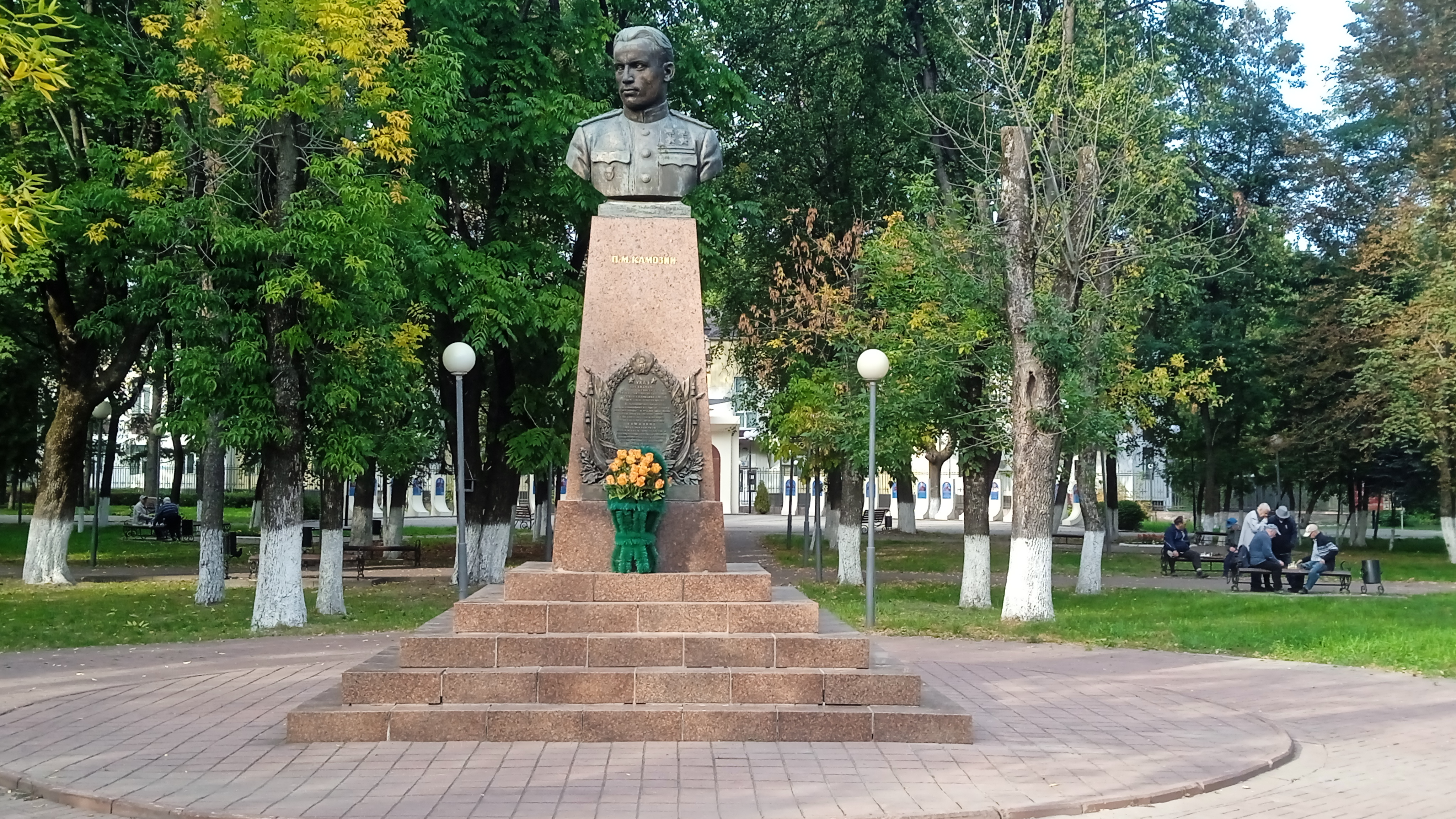
Monumento conmemorativo en honor a Kamozin en Briansk (Rusia)

A lo largo de su carrera militar, recibió las siguientes condecoraciones
|  | Héroe de la Unión Soviética, dos veces (1 de mayo de 1943 y 1 de julio de 1944)                 |
|  | Orden de Lenin (1 de mayo de 1943)                                                              |
|  | Orden de la Bandera Roja, dos veces (23 de marzo de 1943 y 21 de noviembre de 1943)             |
|  | Orden de Alejandro Nevski (31 de enero de 1944)                                                 |
|  | Orden de la Guerra Patria de 1.er grado (19 de diciembre de 1942)                               |
|  | Medalla Conmemorativa por el Centenario del Natalicio de Lenin                                  |
|  | Medalla por la Defensa del Cáucaso                                                              |
|  | Medalla por la Victoria sobre Alemania en la Gran Guerra Patria 1941-1945                       |
|  | Medalla Conmemorativa del 20.º Aniversario de la Victoria en la Gran Guerra Patria de 1941-1945 |
|  | Medalla Conmemorativa del 30.º Aniversario de la Victoria en la Gran Guerra Patria de 1941-1945 |
|  | Medalla del 50.º Aniversario de las Fuerzas Armadas de la URSS                                  |
|  | Medalla del 60.º Aniversario de las Fuerzas Armadas de la URSS                                  |
|  | Medalla al Trabajador Veterano                                                                  |

Además una calle en la ciudad de Briansk lleva su nombre. También se erigió un busto de bronce en el parque cerca del Palacio de Cultura de Ingeniería de Briansk y hay un museo dedicado a preservar su memoria en la escuela secundaria número 11.